# Liza! Liza!
Liza! Liza! é o primeiro álbum de estúdio da cantora e atriz estadunidense Liza Minnelli, lançado em setembro de 1964, pela gravadora Capitol Records, quando a cantora ainda era adolescente. Com 17 anos, ela já havia estrelado Best Foot Forward e logo ganharia um Tony Award por Flora the Red Menace. A Capitol pretendia moldá-la como uma jovem Judy Garland e concorrente de Barbra Streisand, contratando Peter Matz para os arranjos, que incluíam canções do Great American Songbook. 
O álbum marcou a primeira colaboração de Minnelli com John Kander e Fred Ebb, cuja canção "Maybe This Time" se tornaria um de seus maiores sucessos anos depois, no filme Cabaret. Após o seu lançamento, recebeu críticas positivas, sendo elogiado pela Billboard, Cashbox e Record Mirror, e alcançou a posição 115 na Billboard 200, permanecendo na parada por oito semanas. 
Apesar de nunca ter sido lançado individualmente no formato CD, as doze faixas em sua totalidade (e na ordem original), apareceram em três coletâneas lançadas pela Capitol Records, a saber: The Capitol Years, de 2001, (que foi relançada como Essential, em 2003), The Complete Capitol Collection, de 2006, adotando a capa original de Liza! Liza!; e em 2009, na compilação Finest.

## Produção e gravação
Minnelli gravou as canções do álbum quando era ainda uma adolescente. Com apenas 17 anos, ela tinha estrelado a peça Off-Broadway Best Foot Forward, para qual chegou a gravar canções da trilha sonora. Um ano depois, ela ganharia seu primeiro Tony Award por sua performance no musical da Broadway, Flora the Red Menace. A publicidade gerada por suas habilidades vocais e de interpretação a conduziu a aparições na TV e na gravação de um single, "You Are For Loving". Com o relativo sucesso, a Capitol Records assinou com ela e aos poucos foi lançando singles e mais tarde um álbum completo.
A gravadora planejava fazer dela uma versão mais jovem de sua mãe e colega de gravadora Judy Garland, bem como uma concorrente em potencial para rivalizar com a nova estrela da Columbia Records, Barbra Streisand. Para tanto, contratou o arranjador e regente Peter Matz, que trabalhou com Streisand, para produzir um repertório semelhante, ou seja, em canções obscuras do Great American Songbook, com novos arranjos inventivos.
A lista de faixas contém 12 canções com interpretações de músicas populares. As gravações ocorreram em junho de 1964, no estúdio da Capitol Records, em Nova Iorque, e duraram cerca de três meses. Como no trabalho de Matz com Streisand, os arranjos eram criativos com ocasionais toques de humor, o que pode ser percebido em faixas como "Together (Wherever We Go)", "Blue Moon" e "I'm All I've Got".
O álbum marca a primeira vez que a cantora trabalharia com os compositores John Kander e Fred Ebb em um de seus álbuns. A dupla compôs várias canções para Minnelli durante boa parte de sua carreira nos anos que seguiram. "Maybe This Time", uma das composições da dupla, viria a se tornar a canção assinatura de Minnelli, quando foi interpolada na trilha sonora da versão cinematográfica de Cabaret, de 1972.

## Recepção crítica
| Críticas profissionais | Críticas profissionais |
| Avaliações da crítica  | Avaliações da crítica  |
| Fonte                  | Avaliação              |
| ---------------------- | ---------------------- |
| AllMusic               | [ 6 ]                  |
| Record Mirror          | [ 7 ]                  |

A recepção da crítica especializada em música foi favorável.
A resenha da revista Cashbox afirmou que foi "uma estreia auspiciosa" apresentando um "novo talento", enquanto o jornal Record Mirror o avaliou com quatro estrelas de cinco e o considerou um álbum "impressionante [, ...] sedutor [, ... e] maravilhosamente variado", vindo de alguém com um "grande talento como cantora".
A revista Billboard, por sua vez, o chamou de "simplesmente ótimo [... com] clareza de tom, sentimento genuíno, [e] emoção".

## Desempenho comercial
Comercialmente, tornou-se o mais bem sucedido de Minnelli nas paradas musicais dos anos de 1960. Debutou na parada musical Billboard 200, em 21 de novembro de 1964, na 130ª posição. Duas semanas depois, atingiu o seu pico, na posição de número 115. No total, permaneceu por oito semanas consecutivas na tabela. Após anos do lançamento original, as vendas alcançaram meio milhão de cópias.

## Lista de faixas
- Créditos adaptados do LP Liza! Liza!, de 1964.[13]

| Lado A |                              |                                 |         |  |
| N.º    | Título                       | Compositor(es)                  | Duração |  |
| 1.     | "It's Just a Matter of Time" | Richard Everitt, Laurence Stith | 3:05    |  |
| 2.     | "If I Were in Your Shoes"    | John Kander, Fred Ebb           | 3:26    |  |
| 3.     | "Meantime"                   | Al Stillman, Robert Allen       | 3:36    |  |
| 4.     | "Try to Remember"            | Harvey Schmidt, Tom Jones       | 4:20    |  |
| 5.     | "I'm All I've Got"           | Milton Schafer, Ronny Graham    | 1:55    |  |
| 6.     | "Maybe Soon"                 | Richard Everitt, Laurence Stith | 3:17    |  |

| Lado B |                             |                                                |         |  |
| N.º    | Título                      | Compositor(es)                                 | Duração |  |
| 1.     | "Maybe This Time"           | John Kander, Fred Ebb                          | 3:30    |  |
| 2.     | "Don't Ever Leave Me"       | Jerome Kern, Oscar Hammerstein II              | 2:39    |  |
| 3.     | "The Travelin' Life"        | Howard Liebling, Marvin Hamlisch               | 2:52    |  |
| 4.     | "Together (Wherever We Go)" | Stephen Sondheim, Jule Styne                   | 3:45    |  |
| 5.     | "Blue Moon"                 | Richard Rodgers, Lorenz Hart                   | 2:03    |  |
| 6.     | "I Knew Him When"           | Harold Arlen, E.Y. "Yip" Harburg, Ira Gershwin | 2:45    |  |

## Tabelas

### Tabelas semanais
| Tabela musical (1964)          | Melhor posição |
| ------------------------------ | -------------- |
| Estados Unidos (Billboard 200) | 115            |